# Hódfélék
A hódfélék (Castoridae) az emlősök (Mammalia) osztályába és a rágcsálók (Rodentia) rendjébe tartozó család. A családnak csak egy neme él két, ma is élő fajjal:
- eurázsiai hód és
- kanadai hód.

Közülük Magyarországon is honos az eurázsiai hód (Castor fiber).
A családba számos fosszilis faj is tartozik.

## Rendszertani felosztásuk
A családba az alábbi alcsaládok, nemzetségek és nemek tartoztak:
- †Migmacastor - még nincs alcsaládba helyezve
- †Agnotocastorinae - alcsalád, (parafiletikus csoport)
  - †Agnotocastorini - nemzetség
    - †Agnotocastor
    - †Neatocastor

  - †Anchitheriomyini - nemzetség
    - †Anchitheriomys
    - †Propalaeocastor
    - †Oligotheriomys
- †Palaeocastorinae - alcsalád, 
  - †Palaeocastor
  - †Capacikala
  - †Pseudopalaeocastor
  - †Euhapsini - nemzetség
    - †Euhapsis
    - †Fossorcastor
- †Castoroidinae - alcsalád, 
  - †Priusaulax (a Castoroidinae alcsaládba helyezése vitatott)
  - †Nothodipoidini - nemzetség
    - †Eucastor
    - †Microdipoides
    - †Nothodipoides

  - †Castoroidini - nemzetség, (parafiletikus csoport)
    - †Monosaulax
    - †Prodipoides
    - †Dipoides
    - †Castoroides
    - †Procastoroides

  - †Trogontheriini - nemzetség
    - †Trogontherium
    - †Boreofiber
    - †Euroxenomys
    - †Youngofiber
    - †Asiacastor
- Castorinae - alcsalád, 
  - †Chalicomys (helytelenül „Palaeomys”)
  - †Steneofiber
  - †Zamolxifiber
  - †Romanofiber
  - †Schreuderia
  - †Sinocastor
  - †Hystricops
  - Castor